# Nikobarska kokošina
Nikobarska kokošina (lat. Megapodius nicobariensis) je vrsta ptice iz roda Megapodius, porodice kokošina, koja živi u nekim od Nikobarskih otoka u Indiji.

## Opis
Nikobarska kokošina ima tamno-smeđe perje, kratak rep, te velika stopala i kandže. Glava je sive boje s crvenkasto-smeđom ćubom i blijedo-crvenom golom kožom na licu. Rep je kratak i sastoji se od dvanaest pera. Mužjaci i ženke su poprilično slični, ali je mužjak uglavnom tamno-smeđe boje, dok je ženka u donjem dijelu tijela sive boje. Mlade ptice imaju lice potpuno pokriveno perjem, te su nalik na prepelice s riđim prugama na krilima i leđima. Nominativna podvrsta je svjetlija nego podvrsta abbotti s otoka na jugu kanala Sombrero.

## Taksonomija i sistematika
Ovu vrstu je prikupio Reverend Jean Pierre Barbe, dok ju je opisao Edward Blyth godine 1846. Neki autori ovu su vrstu smatrali podvrstom mračne kokošine (Megapodius freycinet). Točan otok s kojeg potiče prvobitni tipni primjerak nije poznat. Primjerak s otoka Trinkat, opisan kao Megapodius trinkutensis sada se smatra istovjetnim s nominativnom podvrstom. 1901. W. L. Abbott skupio je primjerke na otoku Mali Nikobar, koje je opisao H C Oberholser 1919. godine kao novu podvrstu  abbotti, koja se razlikovala po tamnijem perju.